# Chein-Dessus
Chein-Dessus är en kommun i departementet Haute-Garonne i regionen Occitanien i södra Frankrike. Kommunen ligger i kantonen Aspet som tillhör arrondissementet Saint-Gaudens. År 2022 hade Chein-Dessus 207 invånare.

## Befolkningsutveckling
Antalet invånare i kommunen Chein-Dessus
Referens:INSEE